# Botola 2012-13
La Botola 2012/13 fue la 57.ª edición del torneo de la máxima división del Fútbol de Marruecos. En dicha temporada, participaron dieciséis (16) equipos, los catorce mejores de la pasada, más dos provenientes de la segunda división. 
Dado que la Copa Mundial de Clubes de la FIFA 2013 se realizó en Marruecos, el campeón logró una plaza en la mismo como representante de dicho país.

## Ascensos y descensos
| Pos. | Descendidos de la Botola 2011-12 |
| ---- | -------------------------------- |
| 15.º | JSM Laâyoune                     |
| 16.º | IZK Khemisset                    |

| Pos. | Ascendidos de la Botola 2 2011-12 |
| ---- | --------------------------------- |
| 1.º  | Raja Beni Mellal                  |
| 2.º  | RS Berkane                        |

## Equipos participantes
| Club                | Ciudad     | Estadio                        | Capacidad | Temporada pasada |
| ------------------- | ---------- | ------------------------------ | --------- | ---------------- |
| Chabab Rif Hoceima  | Alhucemas  | Stade Mimoun Al Arsi           | 12.000    | 13°              |
| CODM Meknès         | Meknès     | Stade d'Honneur                | 20.000    | 10°              |
| Difaa El Jadida     | El Jadida  | Stade El Abdi                  | 6.000     | 5°               |
| FAR de Rabat        | Rabat      | Stade Moulay Abdellah          | 52.000    | 7°               |
| FUS de Rabat        | Rabat      | Stade Moulay Abdellah          | 52.000    | 2°               |
| Hassania Agadir     | Agadir     | Stade Al Inbiaâte              | 5.000     | 12°              |
| KAC Kenitra         | Kenitra    | Stade Municipal de Kénitra     | 15.000    | 11°              |
| Moghreb Fes         | Fez        | Fez Stadium                    | 45.000    | 6°               |
| Moghreb Tétouan     | Tetuán     | Stade Saniat Rmel              | 11.000    | 1° Campeón       |
| Olympic Safi        | Safi       | Stade El Massira               | 7.000     | 8°               |
| Olympique Khouribga | Khouribga  | Stade OCP                      | 5.000     | 9°               |
| Raja Beni Mellal    | Beni Melal | Stade Municipal de Beni Mellal | 8.000     | 1° 1. GNF 2      |
| Raja Casablanca     | Casablanca | Stade Mohamed V                | 67.000    | 4°               |
| RSB Berkane         | Berkan     | Stade Municipal de Berkane     | 5.000     | 2° 1. GNF 2      |
| Widad Fez           | Fez        | Fez Stadium                    | 45.000    | 14°              |
| Wydad Casablanca    | Casablanca | Stade Mohamed V                | 67.000    | 3°               |

### Distribución geográfica
| Región                 | Cantidad | Clubes                           |
| ---------------------- | -------- | -------------------------------- |
| Gran Casablanca        | 2        | Raja Casablanca Wydad Casablanca |
| Rabat-Salé-Zemur-Zaer  | 2        | FAR de Rabat FUS de Rabat        |
| Dukala-Abda            | 2        | Difaa El Jadida Olympic Safi     |
| Fez-Bulman             | 2        | Widad Fez Moghreb Fes            |
| Sus-Masa-Draa          | 1        | Hassania Agadir                  |
| Garb-Chrarda-Beni Hsen | 1        | KAC Kenitra                      |
| Chauia-Uardiga         | 1        | Olympique Khouribga              |
| La Oriental            | 1        | RSB Berkane                      |
| Tadla-Asilal           | 1        | Raja Beni Mellal                 |
| Mequínez-Tafilalet     | 1        | CODM Meknès                      |
| Taza-Alhucemas-Taunat  | 1        | Chabab Rif Hoceima               |
| Tánger-Tetuán          | 1        | Moghreb Tétouan                  |

## Modo de disputa
El torneo se disputará mediante el sistema de todos contra todos, donde cada equipo jugará contra los demás dos veces, una como local, y otra como visitante.
Cada equipo recibe tres puntos por partido ganado, un punto en caso de empate, y ninguno si pierde.
Al finalizar el torneo, aquel equipo con mayor cantidad de puntos se consagrará campeón y obtendrá la posibilidad de disputar la siguiente edición de la Liga de Campeones de la CAF junto con el segundo ubicado. El tercer equipo clasificará a la Copa Confederación de la CAF.
Los equipos que queden ubicados en las últimas dos posiciones descenderán automáticamente a la segunda división.
En esta edición, el campeón, además de obtener un pasaje a la Liga de Campeones, tiene la posibilidad de disputar la Copa Mundial de Clubes de la FIFA 2013.

## Tabla de posiciones
| Pos | Equipo                | PJ | PG | PE | PP | GF | GC | Dif | Pts |
| --- | --------------------- | -- | -- | -- | -- | -- | -- | --- | --- |
| 1   | Raja Casablanca (C)   | 30 | 19 | 9  | 2  | 56 | 24 | 32  | 66  |
| 2   | FAR Rabat             | 30 | 17 | 11 | 2  | 34 | 18 | 16  | 62  |
| 3   | Maghreb Fez           | 30 | 11 | 15 | 4  | 36 | 27 | 9   | 48  |
| 4   | Wydad de Casablanca   | 30 | 13 | 9  | 8  | 31 | 22 | 9   | 48  |
| 5   | Moghreb Tétouan       | 30 | 11 | 13 | 6  | 40 | 28 | 12  | 46  |
| 6   | FUS                   | 30 | 11 | 8  | 11 | 31 | 27 | 4   | 41  |
| 7   | RSB Berkane           | 30 | 10 | 10 | 10 | 30 | 31 | -1  | 40  |
| 8   | Chabab Rif Al Hoceima | 30 | 8  | 12 | 10 | 28 | 31 | -3  | 36  |
| 9   | Difaa El Jadida       | 30 | 9  | 8  | 13 | 28 | 32 | -4  | 35  |
| 10  | Hassania Agadir       | 30 | 5  | 19 | 6  | 24 | 26 | -2  | 34  |
| 11  | Wydad Fez             | 30 | 7  | 12 | 11 | 25 | 32 | -7  | 33  |
| 12  | Olympic Safi          | 30 | 7  | 11 | 12 | 36 | 48 | -12 | 32  |
| 13  | Olympique Khouribga   | 30 | 5  | 15 | 10 | 27 | 33 | -6  | 30  |
| 14  | KAC                   | 30 | 5  | 12 | 13 | 23 | 35 | -12 | 27  |
| 15  | CODM Meknès (D)       | 30 | 5  | 10 | 15 | 25 | 40 | -15 | 25  |
| 16  | Raja Beni Mellal (D)  | 30 | 4  | 12 | 14 | 22 | 42 | -20 | 24  |

     Clasificado al Mundial de Clubes 2013 y a la Liga de Campeones de la CAF 2014.

     Clasificado a la Liga de Campeones de la CAF 2014.

    Clasificado a la Copa Confederación de la CAF 2014.

     Descendidos a la GNF 2
- Leyenda: (C): Campeón; PJ: Partidos jugados; PG: Partidos ganados; PE: Partidos empatados; PP: Partidos perdidos; GF: Goles a favor; GC: Goles en contra; Dif: Diferencia de goles; Pts: Puntos; (D) Descendido.

## Jornadas
| CODM Meknès         | 1 - 2 | KAC Kenitra        | 14 de septiembre | Stade d'Honneur       |
| Olympique Khouribga | 2 - 2 | Moghreb Fes        | 15 de septiembre | Stade OCP             |
| Widad Fez           | 1 - 1 | Raja Beni Mellal   | 15 de septiembre | Fez Stadium           |
| Raja Casablanca     | 3 - 0 | FUS de Rabat       | 16 de septiembre | Stade Mohamed V       |
| Olympic Safi        | 0 - 1 | Difaa El Jadida    | 16 de septiembre | Stade El Massira      |
| Hassania Agadir     | 3 - 2 | RSB Berkane Stade  | 16 de septiembre | Stade Al Inbiaâte     |
| Moghreb Tétouan     | 1 - 1 | Chabab Rif Hoceima | 16 de septiembre | Stade Saniat Rmel     |
| FAR de Rabat        | 2 - 0 | Wydad Casablanca   | 19 de septiembre | Stade Moulay Abdellah |

| FUS de Rabat       | 1 - 1 | Olympic Safi        | 21 de septiembre | Stade Moulay Abdellah          |
| Moghreb Fes        | 0 - 0 | CODM Meknès         | 22 de septiembre | Fez Stadium                    |
| RSB Berkane Stade  | 0 - 0 | Moghreb Tétouan     | 22 de septiembre | Municipal de Berkane           |
| Difaa El Jadida    | 1 - 1 | Hassania Agadir     | 22 de septiembre | Stade El Abdi                  |
| KAC Kenitra        | 1 - 1 | Widad Fez           | 23 de septiembre | Stade Municipal de Kénitra     |
| Raja Beni Mellal   | 0 - 1 | Raja Casablanca     | 23 de septiembre | Stade Municipal de Beni Mellal |
| Chabab Rif Hoceima | 0 - 0 | FAR de Rabat        | 23 de septiembre | Stade Mimoun Al Arsi           |
| Wydad Casablanca   | 2 - 1 | Olympique Khouribga | 23 de septiembre | Stade Mohamed V                |

| Hassania Agadir     | 2 - 0 | FUS de Rabat       | 28 de septiembre | Stade Al Inbiaâte     |
| Moghreb Tétouan     | 1 - 1 | Difaa El Jadida    | 29 de septiembre | Stade Saniat Rmel     |
| Olympic Safi        | 4 - 2 | Raja Beni Mellal   | 29 de septiembre | Stade El Massira      |
| Raja Casablanca     | 4 - 2 | KAC Kenitra        | 29 de septiembre | Stade Mohamed V       |
| CODM Meknès         | 1 - 1 | Widad Fez          | 30 de septiembre | Stade d'Honneur       |
| Moghreb Fes         | 1 - 0 | Wydad Casablanca   | 30 de septiembre | Fez Stadium           |
| FAR de Rabat        | 2 - 0 | RSB Berkane Stade  | 30 de septiembre | Stade Moulay Abdellah |
| Olympique Khouribga | 2 - 1 | Chabab Rif Hoceima | 30 de septiembre | Stade OCP             |

| Raja Beni Mellal   | 1 - 1 | Hassania Agadir     | 6 de octubre  | Stade Municipal de Beni Mellal |
| RSB Berkane Stade  | 3 - 1 | Olympique Khouribga | 6 de octubre  | Municipal de Berkane           |
| Widad Fez          | 0 - 2 | Raja Casablanca     | 6 de octubre  | Fez Stadium                    |
| Difaa El Jadida    | 1 - 2 | FAR de Rabat        | 6 de octubre  | Stade El Abdi                  |
| KAC Kenitra        | 1 - 2 | Olympic Safi        | 7 de octubre  | Stade Municipal de Kénitra     |
| FUS de Rabat       | 3 - 2 | Moghreb Tétouan     | 7 de octubre  | Stade Moulay Abdellah          |
| Chabab Rif Hoceima | 1 - 1 | Moghreb Fes         | 7 de octubre  | Stade Mimoun Al Arsi           |
| Wydad Casablanca   | 3 - 0 | CODM Meknès         | 25 de octubre | Stade Mohamed V                |

| Olympic Safi        | 3 - 1 | Widad Fez          | 19 de octubre   | Stade El Massira      |
| Moghreb Fes         | 1 - 1 | RSB Berkane Stade  | 20 de octubre   | Fez Stadium           |
| Hassania Agadir     | 0 - 0 | KAC Kenitra        | 20 de octubre   | Stade Al Inbiaâte     |
| Olympique Khouribga | 2 - 2 | Difaa El Jadida    | 21 de octubre   | Stade OCP             |
| Moghreb Tétouan     | 4 - 2 | Raja Beni Mellal   | 21 de octubre   | Stade Saniat Rmel     |
| FAR de Rabat        | 2 - 2 | FUS de Rabat       | 21 de octubre   | Stade Moulay Abdellah |
| Wydad Casablanca    | 1 - 0 | Chabab Rif Hoceima | 17 de noviembre | Stade Mohamed V       |
| CODM Meknès         | 0 - 1 | Raja Casablanca    | 21 de noviembre | Stade d'Honneur       |

| RSB Berkane Stade  | 0 - 1 | Wydad Casablanca    | 1 de noviembre | Municipal de Berkane           |
| Raja Beni Mellal   | 0 - 1 | FAR de Rabat        | 2 de noviembre | Stade Municipal de Beni Mellal |
| Raja Casablanca    | 2 - 2 | Olympic Safi        | 2 de noviembre | Stade Mohamed V                |
| Chabab Rif Hoceima | 2 - 1 | CODM Meknès         | 3 de noviembre | Stade Mimoun Al Arsi           |
| FUS de Rabat       | 0 - 0 | Olympique Khouribga | 3 de noviembre | Stade Moulay Abdellah          |
| Difaa El Jadida    | 1 - 2 | Moghreb Fes         | 4 de noviembre | Stade El Abdi                  |
| KAC Kenitra        | 1 - 1 | Moghreb Tétouan     | 4 de noviembre | Stade Municipal de Kénitra     |
| Widad Fez          | 0 - 0 | Hassania Agadir     | 4 de noviembre | Fez Stadium                    |

| Chabab Rif Hoceima  | 1 - 0 | RSB Berkane Stade | 9 de noviembre  | Stade Mimoun Al Arsi  |
| Wydad Casablanca    | 1 - 0 | Difaa El Jadida   | 10 de noviembre | Stade Mohamed V       |
| Moghreb Tétouan     | 2 - 1 | Widad Fez         | 10 de noviembre | Stade Saniat Rmel     |
| Moghreb Fes         | 1 - 0 | FUS de Rabat      | 10 de noviembre | Fez Stadium           |
| FAR de Rabat        | 1 - 0 | KAC Kenitra       | 11 de noviembre | Stade Moulay Abdellah |
| CODM Meknès         | 2 - 0 | Olympic Safi      | 11 de noviembre | Stade d'Honneur       |
| Hassania Agadir     | 1 - 0 | Raja Casablanca   | 11 de noviembre | Stade Al Inbiaâte     |
| Olympique Khouribga | 2 - 2 | Raja Beni Mellal  | 11 de noviembre | Stade OCP             |

| Raja Beni Mellal  | 0 - 1 | Moghreb Fes         | 17 de noviembre | Stade Municipal de Beni Mellal |
| RSB Berkane Stade | 3 - 4 | CODM Meknès         | 17 de noviembre | Municipal de Berkane           |
| KAC Kenitra       | 1 - 0 | Olympique Khouribga | 17 de noviembre | Stade Municipal de Kénitra     |
| Olympic Safi      | 0 - 0 | Hassania Agadir     | 19 de noviembre | Stade El Massira               |
| Difaa El Jadida   | 1 - 0 | Chabab Rif Hoceima  | 20 de noviembre | Stade El Abdi                  |
| FUS de Rabat      | 2 - 1 | Wydad Casablanca    | 21 de noviembre | Stade Moulay Abdellah          |
| Widad Fez         | 1 - 0 | FAR de Rabat        | 5 de diciembre  | Fez Stadium                    |
| Raja Casablanca   | 3 - 1 | Moghreb Tétouan     | 5 de diciembre  | Stade Mohamed V                |

| Moghreb Fes         | 0 - 0 | KAC Kenitra      | 23 de noviembre | Fez Stadium           |
| Olympique Khouribga | 0 - 0 | Widad Fez        | 24 de noviembre | Stade OCP             |
| RSB Berkane Stade   | 0 - 1 | Difaa El Jadida  | 25 de noviembre | Municipal de Berkane  |
| Wydad Casablanca    | 1 - 0 | Raja Beni Mellal | 25 de noviembre | Stade Mohamed V       |
| Moghreb Tétouan     | 4 - 0 | Olympic Safi     | 25 de noviembre | Stade Saniat Rmel     |
| CODM Meknès         | 0 - 0 | Hassania Agadir  | 25 de noviembre | Stade d'Honneur       |
| Chabab Rif Hoceima  | 0 - 0 | FUS de Rabat     | 26 de noviembre | Stade Mimoun Al Arsi  |
| FAR de Rabat        | 1 - 1 | Raja Casablanca  | 27 de noviembre | Stade Moulay Abdellah |

| Olympic Safi     | 1 - 1 | FAR de Rabat        | 30 de noviembre | Stade El Massira               |
| Widad Fez        | 1 - 1 | Moghreb Fes         | 1 de diciembre  | Fez Stadium                    |
| Hassania Agadir  | 1 - 3 | Moghreb Tétouan     | 1 de diciembre  | Stade Al Inbiaâte              |
| Raja Casablanca  | 2 - 1 | Olympique Khouribga | 1 de diciembre  | Stade Mohamed V                |
| Difaa El Jadida  | 1 - 0 | CODM Meknès         | 2 de diciembre  | Stade El Abdi                  |
| Raja Beni Mellal | 1 - 0 | Chabab Rif Hoceima  | 2 de diciembre  | Stade Municipal de Beni Mellal |
| KAC Kenitra      | 1 - 1 | Wydad Casablanca    | 2 de diciembre  | Stade Municipal de Kénitra     |
| FUS de Rabat     | 3 - 0 | RSB Berkane Stade   | 2 de diciembre  | Stade Moulay Abdellah          |

| Olympique Khouribga | 2 - 1 | Olympic Safi     | 7 de diciembre  | Stade OCP             |
| RSB Berkane Stade   | 0 - 0 | Raja Beni Mellal | 8 de diciembre  | Municipal de Berkane  |
| Difaa El Jadida     | 1 - 1 | FUS de Rabat     | 8 de diciembre  | Stade El Abdi         |
| Chabab Rif Hoceima  | 2 - 1 | KAC Kenitra      | 9 de diciembre  | Stade Mimoun Al Arsi  |
| Moghreb Fes         | 0 - 0 | Raja Casablanca  | 9 de diciembre  | Fez Stadium           |
| FAR de Rabat        | 1 - 0 | Hassania Agadir  | 9 de diciembre  | Stade Moulay Abdellah |
| Wydad Casablanca    | 1 - 0 | Widad Fez        | 9 de diciembre  | Stade Mohamed V       |
| CODM Meknès         | 1 - 1 | Moghreb Tétouan  | 10 de diciembre | Stade d'Honneur       |

| Widad Fez        | 1 - 1 | Chabab Rif Hoceima  | 14 de diciembre | Fez Stadium                    |
| Raja Beni Mellal | 2 - 1 | Difaa El Jadida     | 15 de diciembre | Stade Municipal de Beni Mellal |
| KAC Kenitra      | 1 - 2 | RSB Berkane Stade   | 15 de diciembre | Stade Municipal de Kénitra     |
| Olympic Safi     | 4 - 1 | Moghreb Fes         | 15 de diciembre | Stade El Massira               |
| FUS de Rabat     | 2 - 0 | CODM Meknès         | 15 de diciembre | Stade Moulay Abdellah          |
| Raja Casablanca  | 1 - 1 | Wydad Casablanca    | 16 de diciembre | Stade Mohamed V                |
| Hassania Agadir  | 1 - 1 | Olympique Khouribga | 16 de diciembre | Stade Al Inbiaâte              |
| Moghreb Tétouan  | 1 - 1 | FAR de Rabat        | 16 de diciembre | Stade Saniat Rmel              |

| FUS de Rabat        | 1 - 0 | Raja Beni Mellal | 21 de diciembre | Stade Moulay Abdellah |
| Moghreb Fes         | 1 - 1 | Hassania Agadir  | 22 de diciembre | Fez Stadium           |
| Wydad Casablanca    | 4 - 1 | Olympic Safi     | 22 de diciembre | Stade Mohamed V       |
| RSB Berkane Stade   | 1 - 2 | Widad Fez        | 23 de diciembre | Municipal de Berkane  |
| Difaa El Jadida     | 2 - 0 | KAC Kenitra      | 23 de diciembre | Stade El Abdi         |
| Olympique Khouribga | 0 - 0 | Moghreb Tétouan  | 23 de diciembre | Stade OCP             |
| CODM Meknès         | 1 - 2 | FAR de Rabat     | 24 de diciembre | Stade d'Honneur       |
| Chabab Rif Hoceima  | 1 - 1 | Raja Casablanca  | 25 de diciembre | Stade Mimoun Al Arsi  |

| FUS de Rabat    | 2 - 1 | Olympique Khouribga | 28 de diciembre | Stade Moulay Abdellah      |
| Moghreb Tétouan | 1 - 1 | Moghreb Fes         | 28 de diciembre | Stade Saniat Rmel          |
| Hassania Agadir | 1 - 1 | Wydad Casablanca    | 29 de diciembre | Stade Al Inbiaâte          |
| Widad Fez       | 1 - 1 | Difaa El Jadida     | 29 de diciembre | Fez Stadium                |
| CODM Meknès     | 0 - 0 | Raja Beni Mellal    | 30 de diciembre | Stade d'Honneur            |
| Raja Casablanca | 3 - 2 | RSB Berkane Stade   | 30 de diciembre | Stade Mohamed V            |
| Olympic Safi    | 1 - 3 | Chabab Rif Hoceima  | 30 de diciembre | Stade El Massira           |
| KAC Kenitra     | 0 - 1 | FUS de Rabat        | 30 de diciembre | Stade Municipal de Kénitra |

| Moghreb Fes         | 2 - 0 | FAR de Rabat    | 1 de enero | Fez Stadium                    |
| FUS de Rabat        | 4 - 0 | Widad Fez       | 4 de enero | Stade Moulay Abdellah          |
| RSB Berkane Stade   | 1 - 0 | Olympic Safi    | 5 de enero | Municipal de Berkane           |
| Raja Beni Mellal    | 1 - 1 | KAC Kenitra     | 5 de enero | Stade Municipal de Beni Mellal |
| Olympique Khouribga | 3 - 1 | CODM Meknès     | 5 de enero | Stade OCP                      |
| Difaa El Jadida     | 1 - 4 | Raja Casablanca | 6 de enero | Stade El Abdi                  |
| Chabab Rif Hoceima  | 0 - 0 | Hassania Agadir | 6 de enero | Stade Mimoun Al Arsi           |
| Wydad Casablanca    | 2 - 0 | Moghreb Tétouan | 6 de enero | Stade Mohamed V                |

| Moghreb Tétouan     | 1 - 1 | RSB Berkane Stade  | 8 de febrero  | Stade Saniat Rmel     |
| Widad Fez           | 0 - 0 | KAC Kenitra        | 9 de febrero  | Fez Stadium           |
| Olympic Safi        | 0 - 0 | FUS de Rabat       | 9 de febrero  | Stade El Massira      |
| FAR de Rabat        | 2 - 1 | Chabab Rif Hoceima | 9 de febrero  | Stade Moulay Abdellah |
| CODM Meknès         | 1 - 2 | Moghreb Fes        | 10 de febrero | Stade d'Honneur       |
| Hassania Agadir     | 1 - 0 | Difaa El Jadida    | 10 de febrero | Stade Al Inbiaâte     |
| Olympique Khouribga | 0 - 0 | Wydad Casablanca   | 11 de febrero | Stade OCP             |
| Raja Casablanca     | 3 - 0 | Raja Beni Mellal   | 20 de febrero | Stade Mohamed V       |

| Widad Fez          | 1 - 2 | CODM Meknès         | 16 de febrero | Fez Stadium                    |
| RSB Berkane Stade  | 0 - 1 | FAR de Rabat        | 16 de febrero | Municipal de Berkane           |
| KAC Kenitra        | 1 - 1 | Raja Casablanca     | 16 de febrero | Stade Municipal de Kénitra     |
| Raja Beni Mellal   | 1 - 1 | Olympic Safi        | 17 de febrero | Stade Municipal de Beni Mellal |
| Chabab Rif Hoceima | 2 - 0 | Olympique Khouribga | 17 de febrero | Stade Mimoun Al Arsi           |
| Wydad Casablanca   | 0 - 0 | Moghreb Fes         | 17 de febrero | Stade Mohamed V                |
| FUS de Rabat       | 1 - 2 | Hassania Agadir     | 19 de febrero | Stade Moulay Abdellah          |
| Difaa El Jadida    | 1 - 3 | Moghreb Tétouan     | 20 de febrero | Stade El Abdi                  |

| Moghreb Fes         | 4 - 1 | Chabab Rif Hoceima | 22 de febrero | Fez Stadium           |
| Olympic Safi        | 2 - 0 | KAC Kenitra        | 23 de febrero | Stade El Massira      |
| Olympique Khouribga | 0 - 0 | RSB Berkane Stade  | 23 de febrero | Stade OCP             |
| CODM Meknès         | 0 - 1 | Wydad Casablanca   | 23 de febrero | Stade d'Honneur       |
| Hassania Agadir     | 0 - 0 | Raja Beni Mellal   | 24 de febrero | Stade Al Inbiaâte     |
| Raja Casablanca     | 2 - 1 | Widad Fez          | 24 de febrero | Stade Mohamed V       |
| FAR de Rabat        | 1 - 0 | Difaa El Jadida    | 24 de febrero | Stade Moulay Abdellah |
| Moghreb Tétouan     | 1 - 0 | FUS de Rabat       | 25 de febrero | Stade Saniat Rmel     |

| Difaa El Jadida    | 1 - 0 | Olympique Khouribga | 1 de marzo  | Stade El Abdi                  |
| RSB Berkane Stade  | 1 - 1 | Moghreb Fes         | 2 de marzo  | Municipal de Berkane           |
| Widad Fez          | 2 - 0 | Olympic Safi        | 2 de marzo  | Fez Stadium                    |
| KAC Kenitra        | 1 - 0 | Hassania Agadir     | 3 de marzo  | Stade Municipal de Kénitra     |
| Chabab Rif Hoceima | 0 - 1 | Wydad Casablanca    | 3 de marzo  | Stade Mimoun Al Arsi           |
| Raja Casablanca    | 3 - 0 | CODM Meknès         | 3 de marzo  | Stade Mohamed V                |
| FUS de Rabat       | 0 - 1 | FAR de Rabat        | 12 de marzo | Stade Moulay Abdellah          |
| Raja Beni Mellal   | 0 - 0 | Moghreb Tétouan     | 13 de marzo | Stade Municipal de Beni Mellal |

| Moghreb Fes         | 1 - 0 | Difaa El Jadida    | 9 de febrero  | Fez Stadium           |
| Olympique Khouribga | 2 - 1 | FUS de Rabat       | 9 de febrero  | Stade OCP             |
| FAR de Rabat        | 2 - 1 | Raja Beni Mellal   | 9 de febrero  | Stade Moulay Abdellah |
| Moghreb Tétouan     | 2 - 0 | KAC Kenitra        | 9 de febrero  | Stade Saniat Rmel     |
| CODM Meknès         | 2 - 0 | Chabab Rif Hoceima | 10 de febrero | Stade d'Honneur       |
| Hassania Agadir     | 0 - 0 | Widad Fez          | 10 de febrero | Stade Al Inbiaâte     |
| Wydad Casablanca    | 0 - 1 | RSB Berkane Stade  | 10 de febrero | Stade Mohamed V       |
| Olympic Safi        | 1 - 2 | Raja Casablanca    | 23 de febrero | Stade El Massira      |

| Olympic Safi      | 3 - 2 | CODM Meknès         | 16 de marzo | Stade El Massira               |
| RSB Berkane Stade | 2 - 1 | Chabab Rif Hoceima  | 17 de marzo | Municipal de Berkane           |
| Raja Beni Mellal  | 0 - 0 | Olympique Khouribga | 17 de marzo | Stade Municipal de Beni Mellal |
| Widad Fez         | 2 - 1 | Moghreb Tétouan     | 17 de marzo | Fez Stadium                    |
| Raja Casablanca   | 2 - 0 | Hassania Agadir     | 18 de marzo | Stade Mohamed V                |
| FUS de Rabat      | 2 - 1 | Moghreb Fes         | 28 de marzo | Stade Moulay Abdellah          |
| Difaa El Jadida   | 1 - 1 | Wydad Casablanca    | 28 de marzo | Stade El Abdi                  |
| KAC Kenitra       | 0 - 0 | FAR de Rabat        | 29 de marzo | Stade Municipal de Kénitra     |

| Moghreb Tétouan     | 1 - 0 | Raja Casablanca   | 30 de marzo | Stade Saniat Rmel     |
| Hassania Agadir     | 2 - 2 | Olympic Safi      | 30 de marzo | Stade Al Inbiaâte     |
| CODM Meknès         | 0 - 0 | RSB Berkane Stade | 31 de marzo | Stade d'Honneur       |
| Wydad Casablanca    | 1 - 0 | FUS de Rabat      | 1 de abril  | Stade Mohamed V       |
| Olympique Khouribga | 3 - 0 | KAC Kenitra       | 2 de abril  | Stade OCP             |
| Chabab Rif Hoceima  | 1 - 0 | Difaa El Jadida   | 3 de abril  | Stade Mimoun Al Arsi  |
| Moghreb Fes         | 2 - 2 | Raja Beni Mellal  | 3 de abril  | Fez Stadium           |
| FAR de Rabat        | 1 - 0 | Widad Fez         | 30 de abril | Stade Moulay Abdellah |

| Olympic Safi     | 2 - 1 | Moghreb Tétouan     | 6 de abril  | Stade El Massira               |
| KAC Kenitra      | 1 - 1 | Moghreb Fes         | 7 de abril  | Stade Municipal de Kénitra     |
| Hassania Agadir  | 1 - 1 | CODM Meknès         | 7 de abril  | Stade Al Inbiaâte              |
| Widad Fez        | 0 - 0 | Olympique Khouribga | 7 de abril  | Fez Stadium                    |
| Difaa El Jadida  | 0 - 0 | RSB Berkane Stade   | 9 de abril  | Stade El Abdi                  |
| Raja Casablanca  | 1 - 1 | FAR de Rabat        | 11 de abril | Stade Mohamed V                |
| Raja Beni Mellal | 3 - 1 | Wydad Casablanca    | 15 de abril | Stade Municipal de Beni Mellal |
| FUS de Rabat     | 1 - 1 | Chabab Rif Hoceima  | 16 de abril | Stade Moulay Abdellah          |

| Chabab Rif Hoceima  | 1 - 0 | Raja Beni Mellal | 12 de abril | Stade Mimoun Al Arsi  |
| Wydad Casablanca    | 1 - 2 | KAC Kenitra      | 12 de abril | Stade Mohamed V       |
| RSB Berkane Stade   | 1 - 0 | FUS de Rabat     | 13 de abril | Municipal de Berkane  |
| Moghreb Fes         | 2 - 0 | Widad Fez        | 13 de abril | Fez Stadium           |
| CODM Meknès         | 0 - 1 | Difaa El Jadida  | 14 de abril | Stade d'Honneur       |
| Moghreb Tétouan     | 2 - 1 | Hassania Agadir  | 14 de abril | Stade Saniat Rmel     |
| FAR de Rabat        | 0 - 0 | Olympic Safi     | 15 de abril | Stade Moulay Abdellah |
| Olympique Khouribga | 1 - 3 | Raja Casablanca  | 16 de abril | Stade OCP             |

| Moghreb Tétouan  | 2 - 0 | CODM Meknès         | 19 de abril | Stade Saniat Rmel              |
| Raja Beni Mellal | 1 - 3 | RSB Berkane Stade   | 14 de abril | Stade Municipal de Beni Mellal |
| KAC Kenitra      | 0 - 2 | Chabab Rif Hoceima  | 14 de abril | Stade Municipal de Kénitra     |
| Raja Casablanca  | 2 - 1 | Moghreb Fes         | 21 de abril | Stade Mohamed V                |
| Olympic Safi     | 0 - 0 | Olympique Khouribga | 23 de abril | Stade El Massira               |
| FUS de Rabat     | 3 - 0 | Difaa El Jadida     | 29 de abril | Stade Moulay Abdellah          |
| Hassania Agadir  | 1 - 1 | FAR de Rabat        | 8 de mayo   | Stade Al Inbiaâte              |
| Widad Fez        | 1 - 0 | Wydad Casablanca    | 8 de mayo   | Fez Stadium                    |

| Difaa El Jadida     | 0 - 1 | Raja Beni Mellal | 25 de abril | Stade El Abdi         |
| CODM Meknès         | 0 - 0 | FUS de Rabat     | 25 de abril | Stade d'Honneur       |
| Chabab Rif Hoceima  | 0 - 0 | Widad Fez        | 26 de abril | Stade Mimoun Al Arsi  |
| FAR de Rabat        | 1 - 0 | Moghreb Tétouan  | 26 de abril | Stade Moulay Abdellah |
| RSB Berkane Stade   | 1 - 0 | KAC Kenitra      | 27 de abril | Municipal de Berkane> |
| Wydad Casablanca    | 1 - 1 | Raja Casablanca  | 28 de abril | Stade Mohamed V       |
| Olympique Khouribga | 1 - 1 | Hassania Agadir  | 28 de abril | Stade OCP             |
| Moghreb Fes         | 3 - 2 | Olympic Safi     | 29 de abril | Fez Stadium           |

| Moghreb Tétouan  | 0 - 0 | Olympique Khouribga | 10 de mayo | Stade Saniat Rmel              |
| Raja Beni Mellal | 0 - 2 | FUS de Rabat        | 11 de mayo | Stade Municipal de Beni Mellal |
| KAC Kenitra      | 0 - 0 | Difaa El Jadida     | 11 de mayo | Stade Municipal de Kénitra     |
| Widad Fez        | 0 - 1 | RSB Berkane Stade   | 11 de mayo | Fez Stadium                    |
| Raja Casablanca  | 3 - 1 | Chabab Rif Hoceima  | 12 de mayo | Stade Mohamed V                |
| FAR de Rabat     | 2 - 1 | CODM Meknès         | 12 de mayo | Stade Moulay Abdellah          |
| Hassania Agadir  | 0 - 0 | Moghreb Fes         | 12 de mayo | Stade Al Inbiaâte              |
| Olympic Safi     | 0 - 2 | Wydad Casablanca    | 13 de mayo | Stade El Massira               |

| Difaa El Jadida     | 3 - 1 | Widad Fez       | 18 de mayo | Stade El Abdi                  |
| Wydad Casablanca    | 1 - 1 | Hassania Agadir | 18 de mayo | Stade Mohamed V                |
| Chabab Rif Hoceima  | 2 - 2 | Olympic Safi    | 19 de mayo | Stade Mimoun Al Arsi           |
| Moghreb Fes         | 0 - 2 | Moghreb Tétouan | 19 de mayo | Fez Stadium                    |
| RSB Berkane Stade   | 1 - 1 | Raja Casablanca | 21 de mayo | Municipal de Berkane           |
| Olympique Khouribga | 1 - 1 | FAR de Rabat    | 21 de mayo | Stade OCP                      |
| Raja Beni Mellal    | 0 - 0 | CODM Meknès     | 22 de mayo | Stade Municipal de Beni Mellal |
| FUS de Rabat        | 1 - 0 | KAC Kenitra     | 22 de mayo | Stade Moulay Abdellah          |

| Moghreb Tétouan | 1 - 1 | Wydad Casablanca    | 24 de mayo | Stade Saniat Rmel          |
| Raja Casablanca | 2 - 1 | Difaa El Jadida     | 25 de mayo | Stade Mohamed V            |
| FAR de Rabat    | 1 - 1 | Moghreb Fes         | 25 de mayo | Stade Moulay Abdellah      |
| Widad Fez       | 2 - 0 | FUS de Rabat        | 25 de mayo | Fez Stadium                |
| KAC Kenitra     | 4 - 0 | Raja Beni Mellal    | 26 de mayo | Stade Municipal de Kénitra |
| CODM Meknès     | 2 - 1 | Olympique Khouribga | 26 de mayo | Stade d'Honneur            |
| Olympic Safi    | 1 - 1 | RSB Berkane Stade   | 26 de mayo | Stade El Massira           |
| Hassania Agadir | 1 - 1 | Chabab Rif Hoceima  | 27 de mayo | Stade Al Inbiaâte          |

| Wydad Casablanca   | 0 - 1 | FAR de Rabat        | 29 de mayo | Stade Mohamed V                |
| FUS de Rabat       | 0 - 2 | Raja Casablanca     | 29 de mayo | Stade Moulay Abdellah          |
| Difaa El Jadida    | 4 - 0 | Olympic Safi        | 31 de mayo | Stade El Abdi                  |
| Moghreb Fes        | 2 - 0 | Olympique Khouribga | 1 de junio | Fez Stadium                    |
| Chabab Rif Hoceima | 1 - 1 | Moghreb Tétouan     | 1 de junio | Stade Mimoun Al Arsi           |
| RSB Berkane Stade  | 2 - 1 | Hassania Agadir     | 1 de junio | Municipal de Berkane           |
| Raja Beni Mellal   | 1 - 4 | Widad Fez           | 2 de junio | Stade Municipal de Beni Mellal |
| KAC Kenitra        | 2 - 2 | CODM Meknès         | 2 de junio | Stade Municipal de Kénitra     |